# Regiunea Herson
Regiunea Herson (ucraineană Херсо́нська о́бласть, AFI: [xerˈsɔnʲsʲkɐ ˈɔbɫɐsʲtʲ]), cunoscută și cu numele de Hersonșcina (ucraineană Херсо́нщина, pronunție în ucraineană [xerˈsɔnʃt͡ʃɪnɐ]), este o regiune din sudul Ucrainei, revendicată și ocupată în mare parte de Rusia. Este situată la nord de Crimeea. Reședința sa este Herson, pe malul de vest al Niprului, care împarte regiunea în două. Suprafața regiunii este de 28.461 km 2 și populația 1,016,707 (est. 2021)  Este considerată „coșul cu fructe” al țării, deoarece o mare parte din producția sa agricolă este distribuită în toată țara, producția atingând vârful în lunile de vară.
Din 30 septembrie 2022 Rusia pretinde că a anexat regiunile Luhansk, Donețk, Zaporijjea și Herson. Cu toate acestea, referendumurile și anexările ulterioare nu sunt recunoscute la nivel internațional.

## Istorie
În timpul referendumului din 1991 90,13% din voturi din regiunea Herson au fost în favoarea Declarației de Independență a Ucrainei.
De la începutul invaziei ruse în Ucraina pe 24 februarie 2022 orașul Herson și cea mai mare parte a regiunii au fost ocupate de forțele ruse.
Pe 27 iulie 2022 armata ucraineană a distrus Podul de la Antonivka (suburbie a Hersonului), ca parte a campaniei sale mai ample de izolare a Armatei 49 ruse pe malul drept al fluviului Nipru.
Pe 5 august 2022 Vladimir Saldo, guvernatorul numit de Rusia, a fost internat în spital pentru că a fost otrăvit.
În perioada 23-27 septembrie 2022 Federația Rusă a organizat referendumuri în teritoriile ocupate ale regiunilor Herson și Zaporijjea privind „independența și alipirea ulterioară la Federația Rusă”, considerate de majoritatea statelor a fi înscenate și contrare dreptului internațional. Pe 29 septembrie Federația Rusă a recunoscut regiunea Herson ca stat independent. Pe 30 septembrie președintele rus Vladimir Putin a anunțat anexarea regiunii Herson și a altor trei teritorii ucrainene și a semnat „decretele de aderare” considerate în general ilegale. În acel moment Rusia nu deținea controlul întregii provincii.

## Geografie
Regiunea Herson se învecinează cu regiunea Dnipropetrovsk la nord, cu Marea Neagră și Crimeea la sud, cu regiunea Mîkolaiv la vest și cu Marea Azov și regiunea Zaporijjea la est. Fluviul Nipru, inclusiv lacul de acumulare Kahovka, curge prin regiune.
Regiunea este împărțită în două de Nipru. Înainte de invazia rusă a Ucrainei din 2022 existau două poduri peste acest fluviu: podul de lângă Nova Kahovka și podul de la Antonivka de lângă Herson. Un alt pod important, podul de la Darivka traversează râul Inguleț și leagă Hersonul prin autostrada M14 de Berîslav, la celălalt capăt al podului de la Nova Kahovka.
Raionul Henicesk al regiunii include porțiunea de nord a Limbii Arabat, o fâșie subțire de pământ între Sivaș și Marea Azov, care geografic face parte din peninsula Crimeea. Datorită faptului că Rusia în 2014 a obținut controlul de facto asupra Republicii Autonome Crimeea, această fâșie din regiunea Herson a fost singura parte a peninsulei Crimeea aflată sub control ucrainean imediat înainte de invazia rusă a Ucrainei din 2022.

## Demografie
Componența lingvistică a regiunii Herson
     Ucraineană (73,19%)
     Rusă (24,86%)
     Alte limbi (0,54%)
Conform recensământului din 2001, majoritatea populației regiunii Herson era vorbitoare de ucraineană (73,19%), existând în minoritate și vorbitori de rusă (24,86%).